# Regierungsdevise
Die Regierungsdevise (chinesisch 年號 Niánhào; japanisch 年号 Nengō; koreanisch 연호 Yeonho; vietnamesisch Niên hiệu), seltener auch als „Äraname“ bezeichnet, wurde zur Feudalzeit in China, Korea, Japan und Vietnam bei der Thronbesteigung eines neuen Herrschers ausgerufen. Sie sollte als Motto oder Leitlinie der bevorstehenden Herrschaftsperiode dienen und wurde zugleich als Basis der Jahreszählung verwendet. Die chinesischen Kaiser nutzten dieses System rund 2000 Jahre lang von der Han-Dynastie bis zum Ende der Kaiserzeit, in Japan ist es immer noch gebräuchlich. 
In China kam es zunächst häufig vor, dass ein Herrscher nach Ablauf einiger Jahre eine neue Regierungsdevise ausrief, etwa um einen Politikwechsel anzukündigen. Seit der Ming-Dynastie behielt der Kaiser die ursprünglich gewählte Devise üblicherweise bis zu seinem Regierungsende bei, also in der Regel bis zum Tod. Hier liegt ein Grund dafür, dass die Regierungsdevisen der späteren Kaiserzeit wie zum Beispiel Yongle oder Qianlong in der westlichen Literatur oft fälschlich wie Eigennamen verwendet werden.

## Äranamen in China
Der chinesische Äraname (chin. 年號 / 年号,  niánhào, Jyutping nin4hou6) gibt als Regierungsperiode oder Herrschaftstitel die Jahreszählung in der Regierung eines Herrschers an und wird auch zur Benennung gewisser chinesischer Kaiser herangezogen (Dynastien Ming und Qing). Manche Kaiser riefen mehrere Ären aus, andere nur eine. Jede neue Ära begann mit dem Jahr 1 (元,  Yuán). Ursprünglich war der Äraname eine Regierungsdevise, die der Kaiser proklamierte.

### Geschichte und Anwendung
Wenn der Kaiser den Thron bestieg, wählte er einen Thronnamen (ähnlich dem Papstnamen). Der Zeitraum vom Zeitpunkt der Thronbesteigung bis zum Ende des Kalenderjahres (nach dem Mond beziehungsweise der Sonne) galt als erstes Jahr seiner Regierung. Grundsätzlich endete die Ära mit dem Tod oder der Abdankung des Kaisers, und mit seinem Nachfolger begann eine neue Ära.
Kaiser Wu von Han war der erste Kaiser, der Äranamen im eigentlichen Sinne ausrief. Er war der Erste, der während all seiner Regierungsjahre Äranamen führte. Auch seine Vorgänger Wen und Jing hatten schon Äranamen verwendet, allerdings nicht durchgehend. Kaiser Wu rief etwa alle fünf Jahre eine neue Ära aus und starb in seiner elften Ära im Jahr 87 v. Chr.
Jeder Äraname hat eine gewisse programmatische Bedeutung. Die erste Ära des Kaisers Wu trug beispielsweise den Namen Jiànyuán (建元; etwa: „den Beginn (einer neuen Ära) errichten“). Meist sollten die Äranamen die politische, militärische oder wirtschaftliche Richtung widerspiegeln. Kaiser Huizong von Song verkündete nach seiner Thronbesteigung die Ära Jiànzhōng jìngguó (建中靖國 / 建中靖国; etwa „ein gerechtes friedvolles Land errichten“), die seinem Bestreben, die Reformströmungen der konservativen und progressiven Parteiungen am Hofe zu mäßigen, Ausdruck verleihen sollte. Der erste Äraname der Qing-Dynastie sollte die Legitimität der Nachfolge aufzeigen: „Die Mandschu haben das Mandat des Himmels.“
In der traditionellen chinesischen Geschichtsschreibung wird das Ausrufen des ersten Äranamens Jiànyuán genannt. Wenn ein Kaiser eine neue Ära ausrief, die eine alte ablöste, hieß dies Gǎiyuán (改元, etwa „die Ära ändern“, „Änderung und Neubeginn einer Epoche“).
Um anhand der Äranamen ein Jahr zu bestimmen, muss man nur die Jahre seit der Ausrufung der Ära zählen. So ist das dritte Jahr der Ära Jiànyuán unser Jahr 138 v. Chr., das erste Jahr unser Jahr 140 v. Chr. Wurde ein Äraname von unterschiedlichen Herrschern und Dynastien verwendet, musste der Name des Herrschers oder der Dynastie mitgenannt werden. So riefen sowohl Kaiser Wu von Han als auch Kaiser Kang von Jin die Ära Jiànyuán aus. Jiànyuán 2 der Jin-Dynastie ist unser Jahr 344 n. Chr., Jiànyuán 2 der Han-Dynastie unser Jahr 139 v. Chr.
Fast alle Äranamen bestanden aus zwei Zeichen. Eine Ausnahme bilden die Äranamen der Westlichen Xia, von denen ein Fünftel aus mehr als drei Zeichen besteht. Durch Chinas großen kulturellen Einfluss in Ostasien setzte sich der Gebrauch von Äranamen auch in Japan, Korea und Vietnam durch.
Der Äraname war ein Symbol der kaiserlichen Macht. Der Kaiser sah im Äranamen einen Ausdruck seiner Überzeugung, rechtmäßiger Herrscher zu sein. Das Ausrufen einer neuen Ära während der Regierungszeit eines Kaisers wurde als Beweis großer Willensstärke angesehen. Wenn dagegen zur selben Zeit mehr als eine Ära galt, war dies ein Zeichen für politische Unruhe. Dadurch wurde die Arbeit der Geschichtsschreiber manchmal kompliziert.
Vor der chinesischen Republik konnte eine Ära nur vom Kaiser ausgerufen werden. Die Republik China wird als Ära mit 1912 als erstem Jahr angesehen und gilt noch heute in Taiwan. Die Volksrepublik China hob den Gebrauch der Äranamen auf und führte mit ihrer Gründung im Jahr 1949 die christliche Jahreszählung ein.

### Listen der Regierungsdevisen
→ Für eine Tabelle der Herrscherlisten mit Äranamen siehe Kaiserreich China 

### Heutige Sichtweise
Heute, im Zeitalter der Globalisierung, gerät das chinesische Ärasystem als Teil der chinesischen Kultur in der Gesellschaft und im Alltag der Republik China in Konflikt mit der „westlichen Welt“. Während das Volk der Republik China (und Japans) die geläufigen Äranamen verwendet und diese auch als Einziges von der Regierung anerkannt werden, verkehrt die Regierung mit fremden Nationen in der christlichen Zeitrechnung.
Doch auch in nicht auswärtigen Angelegenheiten ergeben sich Probleme. Abgesehen von der komplizierten Einordnung derjenigen Japaner, die in einer früheren Ära geboren wurden, lässt sich der Schalttag am 29. Februar nur mühsam zurückverfolgen, und Fehler bei der Rückkonvertierung sind nicht ausgeschlossen. Sogar die Bezeichnung künftiger Jahre ist schwierig, weil beispielsweise der Tod des japanischen Tennō und damit der Wechsel der Ära in Japan nicht berechenbar ist.
Auch der Vorwurf des europäischen Kulturimperialismus spielt hierbei eine Rolle, da die christliche Zeitrechnung in religiöser Hinsicht mit der ostasiatischen Kultur nicht vereinbar ist. Durch die fortschreitende Globalisierung wird diese Sorge jedoch zunehmend ignoriert.
Vor allem Wörterbücher des klassischen Chinesisch enthalten neben einer Dynastietabelle häufig auch detaillierte Listen der historischen Regierungsdevisen.

## Äranamen in Japan
Hauptartikel: Nengō
Der japanische Äraname (jap. gengō, 元号; auch nengō, 年号 ‚Jahresname‘) ist das in Japan übliche kalendarische Schema, das trotz seines Ursprungs in China weitgehend unabhängig vom chinesischen Kalender ist. Es ist (abgesehen von der Republik China) das einzige System von Äranamen, das noch in Gebrauch ist. Es gilt bei den japanischen Behörden vor der christlichen Zeitrechnung als verbindlich. Die nicht offiziell gebräuchliche Kurzform der Jahresbestimmung besteht aus dem ersten Buchstaben der Rōmaji-Schreibung und dem Jahr.
Die japanischen Äranamen basieren auf den chinesischen und wurden im Jahr 645 n. Chr. unter Tennō Kōtoku (孝徳天皇) eingeführt. Der erste Äraname lautete Taika (大化) und war den Taika-Reformen gewidmet, die damals die politische Szene radikal veränderten. Obwohl der Gebrauch der nengō in der zweiten Hälfte des 7. Jahrhunderts unterbrochen wurde, wurde er im Jahr 701 wieder aufgenommen und besteht seitdem fort. Das gegenwärtige Nengō ist seit 2019 Reiwa (令和).

## Äranamen in Korea
Die koreanischen Äranamen (kor. yeonho, auch yŏnho hangeul 연호, hanja 年號 ‚Jahresname‘) wurden von den Königreichen Silla, Goguryeo, Balhae, Taebong, Goryeo und Joseon und von Groß-Korea verwendet. Der erste Äraname Dan-gi wird in Korea auch sprichwörtlich für die alte Zivilisation in Korea verwendet.
| Name | Zeitraum     | Herrscher, Bemerkungen                                             |
| --- | ------------ | ------------------------------------------------------------------ |
| Gojoseon |              |                                                                    |
| Dan-gi (단기) | 2333 v. Chr. | Von 1952 bis 1961 in Südkorea Beginn der offiziellen Zeitrechnung. |
| Goguryeo |              |                                                                    |
| Es existierten vier weitere Äranamen der Könige von Goguryeo, die aber vermutlich wiederverwendet wurden.                          |              |                                                                    |
| Yeonsu (延壽/연수) | 270–290      | König Seocheon                                                     |
| Yeon-ga (延嘉/연가) | 292–300      | König Bongsang                                                     |
| Yeonsu (延壽/연수) | 331–371      | König Gogugwon                                                     |
| Yeongnak (永樂/영락) | 391–413      | König Gwanggaeto der Große                                         |
| Geonheung (建興/건흥) | 413–491      | König Jangsu der Große                                             |
| Yeon-ga (延嘉/연가) | 531–545      | König Anwon                                                        |
| Yeonggang (永康/영강) | 545–559      | König Yangwon                                                      |
| Hamtong (咸通/함통) | 618–642      | König Yeongnyu                                                     |
| Silla |              |                                                                    |
| Geonwon (건원/建元) | 536–551      | Könige Beopheung und Jinheung                                      |
| Gaeguk (개국/開國) | 551–568      | König Jinheung                                                     |
| Daechang (대창/大昌) | 568–572      | König Jinheung                                                     |
| Hongje (홍제/鴻濟) | 572–584      | Könige Jinheung, Jinji und Jinpyeong                               |
| Geonbok (건복/建福) | 584–634      | König Jinpyeong und Königin Seondeok                               |
| Inpyeong (인평/仁平) | 634–648      | Königinnen Seondok und Jindeok                                     |
| Taehwa (태화/太和) | 648–650      | Königin Jindeok                                                    |
| Im Jahr 650 übernahm Silla die Äranamen der Tang-Dynastie in China.                                                                |              |                                                                    |
| Balhae |              |                                                                    |
| Die postumen Titel der Könige Dae Ijin und Dae Geonhwang sind unbekannt. Deshalb werden sie hier unter ihrem Geburtsnamen geführt. |              |                                                                    |
| Cheontong (天統/천통) | 699–718      | König Go                                                           |
| Inan (仁安/인안) | 719–736      | König Mu                                                           |
| Daeheung (大興/대흥) | 737–792      | König Mun                                                          |
| Jungheung (中興/중흥) | 794          | König Seong                                                        |
| Jeongnyeok (正曆/정력) | 795–808      | König Gang                                                         |
| Yeongdeok (永德/영덕) | 809–812      | König Jeong                                                        |
| Jujak (朱雀/주작) | 813–817      | König Hui                                                          |
| Taesi (太始/태시) | 817–818      | König Gan                                                          |
| Geonheung (建興/건흥) | 818–820      | König Seon                                                         |
| Hamhwa (咸和/함화) | 830–858      | König Dae Ijin                                                     |
| Geonhwang (虔晃/건황) | 858–926      | König Dae Geonhwang                                                |
| Taebong |              |                                                                    |
| Die Äranamen dieser Zeit stammen aus der Regierung des Königs Gung-ye (901–918).                                                   |              |                                                                    |
| Mutae (武泰/무태) | 904–905      |                                                                    |
| Seongchaek (聖冊/성책) | 905–910      |                                                                    |
| Sudeok Manse (水德萬歲/수덕만세)                                                                                                   | 911–914      |                                                                    |
| Jeonggae (政開/정개) | 914–918      |                                                                    |
| Goreyo |              |                                                                    |
| Cheonsu (天授/천수) | 918–933      | König Taejo                                                        |
| Gwangdeok (光德/광덕) | 950–951      | König Gwangjong                                                    |
| Junpung (峻豊/준풍) | 960–963      | König Gwangjong                                                    |
| Joseon |              |                                                                    |
| Gaeguk (開國/개국) | 1894–1897    | König Gojong                                                       |
| Geonyang (建陽/건양) | 1895–1896    | König Gojong                                                       |
| Groß-Korea |              |                                                                    |
| Gwangmu (광무/光武) | 1897–1907    | Kaiser Gojong                                                      |
| Yunghui (융희/隆熙) | 1907–1910    | Kaiser Sunjong                                                     |